# Bruce Neibaur
Bruce Neibaur est un réalisateur et scénariste américain.

## Biographie
Il commence sa carrière de cinéaste en 1991 en réalisant des œuvres de fiction comme In Your Wildest Dreams, l'histoire d'un lycéen qui croit que tous ses rêves vont se concrétiser en utilisant un ordinateur. Il met également en scène des courts métrages comme Lewis & Clark : Great Journey West (2002) et se spécialise dans le documentaire IMAX : Les Mystères de l'Égypte (1998), dans lequel il explore les coutumes de l'ancienne Égypte des pharaons, et L'Inde, royaume du tigre (2002), un hommage à ce pays et à son meilleur ambassadeur : le puissant tigre du Bengale.

## Filmographie
Réalisateur
- 1991 : In Your Wildest Dreams
- 1992 : The ButterCream Gang (vidéo)
- 1995 : Friendships Field
- 1996 : Hearst Castle: Building the Dream
- 1998 : The Ghosts of Dickens' Past
- 1998 : Mysteries of Egypt
- 1999 : Both Sides of the Law
- 2002 : Lewis & Clark: Great Journey West
- 2002 : L'Inde, royaume du tigre (India: Kingdom of the Tiger)
- 2005 : Beyond the Horizon
- 2009 : Journey to Mecca - In the Footsteps of Ibn Battuta (VF:Le Grand Voyage d'Ibn Battuta - De Tanger à La Mecque)[1]

Scénariste
- 1991 : In Your Wildest Dreams
- 1995 : Friendships Field
- 1996 : Hearst Castle: Building the Dream
- 1998 : Mysteries of Egypt